# Aeródromo de Piatigorsk
El Aeródromo de Piatigorsk (del ruso: Аэродром Пятигорск) (IATA: , ICAO: ) es una pista situada 4 km al noroeste de Piatigorsk, en el krai de Stávropol, Rusia.

## Pista
El aeródromo de Piatigorsk consiste en una pista de hormigón en dirección 12/30 de 1000 × 100 m (3.280 × 328 pies). La superficie permite la operación de aeronaves con un peso máximo al despegue de 15 toneladas.